# Naas (Áustria)
Naas é um município da Áustria, situado no distrito de Weiz, no estado da Estíria. Tem 20,78 km² de área e sua população em 2019 foi estimada em 1.371 habitantes.